# Ora più di prima
Ora più di prima è il quindicesimo album di Gigi Finizio, pubblicato nel 1991.

## Tracce
1. Vedimmece annascuso
2. Tu avventura
3. Smania
4. Appiccecate
5. Cinque giorni
6. Scusa
7. Camera 18
8. Verso le sei